# Andreas Ambders
Andreas Ambders (auch Andersen und Andresen; * 29. August 1613 in Tondern; † 23. November 1687 in Burkal) war ein evangelischer Pastor und Schulleiter im Herzogtum Schleswig (heute Nordschleswig, Dänemark).

## Leben und Wirken
Ambders Eltern waren der tondersche Rathmann Anders Thomsen (1576–1624) und Magdalena de Bähr (1576–1661). Er war in erster Ehe verheiratet mit Margaretha Mauritius (1613–1649), woraus ein Sohn hervorging: Andreas Ambders (1647–1694), Diakon in Niebüll. In zweiter Ehe war er verheiratet mit Elsabe Carstendatter (1633–1675). Aus dieser Ehe entstanden 14 Kinder. 
Andreas Ambders studierte ab 1629 in Rostock  und ab 1636 in Königsberg Theologie. 1642 wurde er zum Rektor der Lateinschule von Tondern ernannt. 1646 wurde er an der Universität Rostock zum Magister promoviert. 1651 wurde er Pastor in Burkal und blieb dies bis zu seinem Tod 1687. Er war damit der fünfte Pastor seit der Reformation der Kirche. 
Er verfasste zwei Bücher mit Grabreden mit dem Titel: Tundersche unsterbliche Sterblichkeit 1649 und 1672. Dabei beschrieb er auch viele seiner eigenen Verwandten. In dieser Zeit war es üblich, dass die Kinder von Pastoren ebenfalls wieder Pastoren wurden (oder einen gleichwertigen Beruf ergriffen) bzw. einen Pastor heirateten.

## Schriften
- Tundersche unsterbliche Sterblichkeit, 1649
- Tundersche unsterbliche Sterblichkeit, 1672